# Mu (chữ cái)
Mu (chữ hoa Μ, chữ thường μ; tiếng Hy Lạp cổ đại μῦ [My ː]), tiếng Hy Lạp hiện đại μι hoặc μυ [mi], tiếng Việt thường phát âm là muy) là chữ cái thứ 12 của bảng chữ cái Hy Lạp. Trong hệ thống các chữ số Hy Lạp, nó có giá trị là 40. Mu bắt nguồn từ chữ tượng hình Ai Cập cho từ "nước" (𓈖) đã được người Phoenicia đơn giản hóa và được đặt thành từ nước trong ngôn ngữ của họ, trở thành 𐤌. Các chữ cái xuất phát từ mu bao gồm M trong tiếng La Mã và М trong bảng chữ cái Kirin. Đây chính là chữ mà người La Mã cổ đại liên lạc với nhau.

## Sử dụng
Trong vật lí, μ thể hiện hệ số ma sát của 2 bề mặt khi di chuyển. Trong toán học, μ thể hiện tiền tố "micro" - 1 phần triệu (10−6).